# Vidal Ducasse Revee
Vidal Ducasse Revee (El Cobre, Oriente, Cuba, 4 de diciembre de 1852 - Sierra del Rosario, Pinar del Río, Cuba, 28 de febrero de 1898) fue un militar y patriota cubano del siglo XIX.

## Biografía
Vidal Ducasse Revee nació en el poblado de El Cobre, Oriente, Cuba, el 4 de diciembre de 1852. Tuvo un hermano, Juan Eligio Ducasse Revee. Ambos descendían de franceses.
El 24 de febrero de 1895, estalló la Guerra Necesaria (1895-1898), tercera guerra de independencia de Cuba. Ese mismo día, Vidal estuvo entre los alzados en armas y se unió a las tropas comandadas por Alfonso Goulet Goulet.
Incorporadas sus tropas a las del Lugarteniente General Antonio Maceo, participó bajo las órdenes de este en la Primera campaña oriental. Tomó parte en las Batallas de Peralejo y Sao del Indio, en julio y agosto de ese mismo año.
Se unió a la Invasión a Occidente, junto a su Jefe Maceo, su hermano Juan Eligio y Alfonso Goulet. Durante el transcurso de la misma, Vidal se destacó en la Batalla de Mal Tiempo, el 15 de diciembre de 1895.
Nombrado segundo jefe de un destacamento de infantería, el Teniente Coronel Vidal Ducasse se destacó en las batallas de Coliseo y Calimete. Tomó parte en la Campaña de la Lanzadera, entre enero y febrero de 1896.
En marzo de 1896, se reincorporó a las fuerzas de Maceo, iniciando la Campaña de Pinar del Río. Ese mismo mes, fue ascendido al grado de Coronel y designado Jefe de la "Brigada Norte".
Fue Jefe del Regimiento "Máximo Gómez". Igualmente, fungió como Jefe del Estado Mayor del entonces Coronel Juan Eligio Ducasse, su hermano. Perteneció al 6.º cuerpo de Pinar del Río, 1.ª Brigada, 1.ª División, encabezado por Antonio Maceo.
Combatió en Cacarajícara el 30 de abril de 1896; Consolación del Sur, el 23 de mayo de 1896; El Rosario, el 30 de agosto de 1896; Tumbas de Estorino, el 26 de septiembre de 1896; San Francisco, el 3 de octubre de 1896; Ceja del Negro, el 4 de octubre de 1896; San Blas, el 12 de noviembre de 1896 y Loma Colorada, el 13 de noviembre de 1896.
Tras la muerte de Maceo en diciembre de 1896, Vidal fue ascendido a General de Brigada (Brigadier) y tomó el mando de la Primera División, al mando de la cual continuó combatiendo hasta que, el 19 de febrero de 1898, tropas enemigas asaltaron por sorpresa su campamento, cerca de Candelaria.
En este combate resultó gravemente herido, falleciendo el 28 de febrero de 1898. Tenía al morir 45 años.